# Criminals of the Air
Criminals of the Air (originalmente Guardians of the Air y preestrenada como Honeymoon Pilot) es una película de acción americana de 1937, dirigida por Charles Coleman y protagonizada por Rosalind Keith, Charles Quigley y Rita Hayworth, con una duración aproximada de 61 minutos. Es notable mencionar que esta fue la primera película con la cual la actriz Margarita Carmen Cansino Hayworth usó por primera vez su famoso seudónimo Rita Hayworth.

## Argumento
El agente encubierto Mark Owens (Charles Quigley) es asignado a la patrulla fronteriza de los Estados Unidos con la misión de perseguir y separar a una banda organizada de contrabandistas de la ciudad fronteriza de Hernández, Nuevo México.
"Hot Cake Joe" (Herbert Heywood), dueño de un puesto de sándwiches, actúa como informante para los contrabandistas y reconoce a Mark como "Hombre. G". La periodista Nancy Rawlings (Rosalind Keith), en busca de una buena historia, quiere que participe en uno de sus reportajes, pero él se muestra reacio a salir en las fotos. La periodista empezará a sospechar que trabaja como piloto, usando el puesto de sándwiches como tapadera para el contrabando. Cuando Nancy le ve aceptando dinero del dueño de la cafetería, Kurt Feldon (Russell Hicks), quien ella cree líder de los contrabandistas, sus sospechas se confirman. Joe le dirá a Feldon que Mark es un agente en cubierto y este ordenará a uno de los miembros de su banda, Blast Reardon (Marc Lawrence), que mate a Mark. Así pues, contrata a Mark para que lleve a Blast y a su novia a México para casarse. Esperando atrapar al contrabandista en el acto, Nancy se esconde en el avión de Mark y, junto a él, será capturada por la banda cuando estos se suban al avión.
El editor de Nancy empieza a preocuparse cuando no aparece por la redacción del diario y decide llamar a la patrulla fronteriza. Esta última enviará un equipo de rescate utilizando unas fotografías que Mark había tomado desde el aire. Mark y Nancy consiguen escapar, pero Blast no tardará en salir en su persecución. La patrulla fronteriza interceptará a Blast derribando primero a su avión y después al resto de contrabandistas cuando intenten escapar. 
Mark y Nancy, después correr todas estas aventuras, se darán cuenta de la atracción que sienten el uno por el otro y decidirán casarse.

## Reparto
- Rosalind Keith como Nancy Crawlings.
- Charles Quigley como Mark Owens.
- Rita Hayworth como Rita Owens.
- John Gallaudet como Ray Patterson.
- Marc Lawrence como "Blast" Reardon.
- Patricia Farr como Maimie.
- John Hamilton como Capitán Wallace.
- Ralph Byrd como Williamson.
- Walter Soderling como "Camera-Eye" Condon.
- Russell Hicks como Kurt Feldon.
- John Tyrell como Bill Morris.
- Lester Dorr como Pistolero.